# São Bartolomeu de Regatos
São Bartolomeu de Regatos – parafia (freguesia) gminy Angra do Heroísmo. W 2011 miejscowość była zamieszkiwana przez 1983 mieszkańców.